# 黃柱 (明朝)
黃柱（？—16世紀），萊州府寧海州人，原籍南昌，明朝軍事人物。

## 生平
黃柱的家族世襲寧海衛百戶，他年幼時因父親去世，孝順侍奉母親；長大後喜歡讀書，因仰慕岳飛的事蹟，便請人在背上刺上「忠君孝親」四字以立定志向。
正德十五年（1520年），黃柱考中武進士，陞為副千戶、提督萊州府團練，多次立下戰功。

## 身後
去世後，福山縣的南京兵部尚書郭宗皐為他寫下墓志，在孝親祠獲祭祀。